# Alfred Le Roy
Alfred Le Roy, né le 29 juillet 1875 à Crèvecœur-sur-l'Escaut (Nord) et mort le 4 mars 1944 à Nice (Alpes-Maritimes), est un homme politique français.

## Biographie
Propriétaire terrien, il est conseiller municipal en 1900, puis maire de Lesdain. Il est député de la 1re circonscription de Cambrai de 1906 à 1919, siégeant au groupe de la Gauche radicale.

## Sources
- « Alfred Le Roy », dans le Dictionnaire des parlementaires français (1889-1940), sous la direction de Jean Jolly, PUF, 1960 [détail de l’édition]